# Cesare Viazzi (giornalista)
Cesare Viazzi (Genova, 2 marzo 1929 – Genova, 27 luglio 2012) è stato un giornalista italiano.

## Biografia
Esordisce come critico teatrale su Platee, nel 1960 è assunto dalla RAI per la quale sarà a lungo inviato speciale. Nel 1979 fa parte del ristretto numero di giornalisti che danno vita alla Terza rete e al TG3 in cui è titolare di diverse rubriche di prima serata come TG3 Settimanale (1979), TG3 Set (1982) e Tresette (1983) che caratterizza con l'introduzione dell'inchiesta-dibattito in cui l'evento viene ricostruito nei suoi aspetti, nei precedenti e nelle conseguenze attraverso fiction firmate da registi di vaglio, mentre la discussione in studio consente contributi critici diversificati.

Viazzi ai laghi di Lavagnina nel 1960

Capo redattore regionale a Roma (1983), a Cosenza (1985), a Genova (1987), nel 1988 viene nominato Vicedirettore nazionale dei Servizi giornalistici RAI e Direttore della Sede Regionale RAI Liguria.
Come inviato speciale ha seguito l'alluvione di Firenze, l'occupazione di Praga, i viaggi pontifici, le Olimpiadi di Mosca, i Festival cinematografici di Cannes.
Cesare Viazzi ha insegnato Teoria e tecniche della comunicazione di massa e Storia del giornalismo sportivo all'Università di Genova.
Fa parte del CORECOM Liguria.
Muore a Genova il 27 luglio 2012 all'età di 83 anni per complicanze legate ad una grave malattia.

## Fonti a stampa
- Il chi è del giornalismo italiano. Ed. Nuova Mercurio, 1979
- Giannino Galloni Ma esiste il teatro genovese.A colloquio con Cesare Viazzi. L'Unità 16/10/1977
- A Fiuggi convegno e premio al giornalismo televisivo. Il Tempo 27/9/1980
- Assegnati i Microfonid'argento. Stampa Romana 6/6/1981
- TG3 Settimanale. Le 100 ore di Cesare Viazzi. Corriere Mercantile 24/2/1981
- Raitre. Tresette settimanale d'attualità. Radiocorriere TV 13/12/1981
- Raitre. TG3 - Set Speciale. Radiocorriere TV 15/12/1983
- Raitre 3sette. Radiocorriere TV 18/10/1982
- Un, due .. trenta. Radiocorriere TV 3/1/1984
- Wanda Valli Il Tg3 come lo vedo io. Intervista a Cesare Viazzi. Il Lavoro 23/1/1987
- Cesare Viazzi alla Sede Rai Liguria. Il Popolo di Novi 22/3/1987
- Cesare Viazzi direttore Rai. Il Lavoro 23/3/1988
- Giro di poltrone a RAI 3. Cesare Viazzi direttore di Sede. Il Secolo XIX 18/8/1988
- Cesare Viazzi jr al vertice del TG3. Il Piccolo di Alessandria 1/9/1988
- Onorificenza pontificia. Settimanale cattolico, Genova 18/10/1992